# Dogs Eating Dogs

«Dogs Eating Dogs» — EP американської панк-групи Blink-182, випущений 18 грудня 2012. Ця платівка є самостійним записом групи після їх розриву з Interscope/DGC в жовтні 2012 р.

## Запис і виробництво
Після «Neighborhoods», група відчула, що методи, якими записувався цей альбом, були використані неадекватно. Том ДеЛонг, який спочатку виступав за метод з використанням окремих студій та електронної пошти для проведення записів, згодом зізнався, що це привело до втрати єдності в звучанні.  [Архівовано 22 жовтня 2013 у Wayback Machine.] Тревіс Баркер зазначив, що «деякі пісні з альбому є що мені подобаються, але в більшості я був відірваний від процесу». Важливим було і те, що Баркер ще до цього часу не оговтався від катастрофи у 2008 році і досі проходив процес реабілітації. Під час 20th Anniversary Tour групи в Європі Баркер був перший, хто підійшов до ДеЛонга і Гоппуса з ідеєю негайного повернення до студії восени. Вони прийнялися за роботу 5 листопада  [Архівовано 15 листопада 2012 у Wayback Machine.], і знайшли можливість все робити по своєму, без втручання лейблу, що вплинуло і на творчість. Як зазначив Марк Гоппус: «… було здорово, коли ідеї просто накривали нас після довгих годин, витрачених на запис п'яти нових пісень».  [Архівовано 19 січня 2013 у Wayback Machine.]

## Список пісень
Автор музики і слів Марк Гоппус, Том ДеЛонг, та Тревіс Баркер. 
| #     | Назва                                     | Тривалість |
| ----- | ----------------------------------------- | ---------- |
| 1.    | «When I Was Young»                        | 3:28       |
| 2.    | «Dogs Eating Dogs»                        | 3:30       |
| 3.    | «Disaster»                                | 3:42       |
| 4.    | «Boxing Day»                              | 3:59       |
| 5.    | «Pretty Little Girl» (featuring Yelawolf) | 4:21       |
| 19:00 |                                           |            |

## Учасники
- Марк Гоппус — вокал, бас-гітара, продюсер
- Том ДеЛонг — вокал, гітара, продюсер
- Тревіс Баркер — барабани, продюсер

Запрошені учасники

Yelawolf — вокал у пісні «Pretty Little Girl»